# Teórica (manzana)
Teórica es una variedad cultivar de manzano (Malus domestica) Esta manzana es originaria de Asturias y es una de las 76 variedades de manzana que se incluyen en la D.O.P. Sidra de Asturias. Está cultivada en la colección de manzanos asturianos del SERIDA.

## Sinónimos
- "Manzana Teórica".[4][5][6]

## Características
El manzano de la variedad Teórica tiene un vigor reducido. Silueta de la estructura de ramificación (sistema de formación en eje): 13 a 8. Tipo de fructificación: III.
Época de inicio de floración (promedio periodo 2005-2009): Tardío a intermedia de mediados de la tercera decena de abril; Longitud de sépalos son largos >5 mm.
La variedad de manzana Teórica tiene un fruto de diámetro muy pequeño (56-60 mm) a pequeño (61-65 mm), altura 50 mm; relación altura-diámetro de bastante aplanada (0,76-0,85) o intermedia (0,86-0,95); posición diámetro máximo hacia el pedúnculo; acostillado interior de la cubeta ocular es de medio a fuerte y algunos débil; coronamiento final del cáliz (o perfil de la cubeta) de ondulado a ligeramente ondulado.
El fruto tiene predominio de forma truncada cónica y algunos globulosa troncónica o globulosa cónica.
Cavidad del pedúnculo de profunda a muy profunda, con la anchura de la cubeta peduncular ancha, siendo la relación de la cubeta ocular-cubeta peduncular troncocónica y algunos cónica. Cantidad de "russeting" (pardeamiento áspero superficial que presentan algunas variedades) en la cubeta peduncular es media a baja y algunos alta.
Pedúnculo muy corto (≤10 mm) a corto (11-15 mm). Con espesor del pedúnculo mediano.
Apertura de ojo es abierto y algunos algo abierto. Tamaño de ojo de mediano a grande. Profundidad de la cubeta ocular poco profunda y la anchura de la cubeta ocular es media. Coronamiento final del cáliz (perfil cubeta) ligeramente ondulado. y la cantidad de "russeting" en la cubeta ocular ausente.
La textura de la epidermis es cerosa con estado ceroso de la epidermis moderado, y la pruina de la epidermis ausente; coloración de fondo amarillo o amarillo verdoso; Extensión de color de superficie es muy alta a alta, con una intensidad de color superficial oscuro; Color de superficie rojo púrpura y rojo marrón con estrías púrpuras, y el tipo del color de superficie son placas continuas con estrías. Siendo la cantidad de "russeting" en los laterales ausente.
Densidad de lenticelas son medianamente numerosas; siendo el tamaño de las lenticelas con predominio de pequeñas; aureola sin aureola; color del núcleo de la lenticela blanco y algunas marrón; Color de la pulpa crema rosáceo y apertura de lóculos (en corte transversal) algo abiertos y algunos abiertos.
Maduración se produce de la segunda a tercera decena de octubre.
Variedad de sabor muy ácido, se utiliza en la producción de sidra.

## Rendimientos de producción
Tiene una entrada en producción rápida. Alcanza un buen nivel productivo no muy alto <25 t/ha. Nivel de alternancia bastante bajo.
Rendimiento en mosto (l/100Producción): 65,5 ± 4,2. Azúcares totales (g/l): 102,7 ± 9,6. Acidez total (g/l H2SO4): 7,0 ± 0,8. pH: 3,1 ± 0,3. Fenoles totales (g/l ac. Tánico): 1,0 ± 0,2. Grupo tecnológico: muy ácido.

## D.O.P.Sidra de Asturias
La Denominación de Origen Protegida (D.O.P.) sidra de Asturias se ha de elaborar exclusivamente con manzanas procedentes de parcelas asturianas inscritas en el “Consejo Regulador de la Denominación de Origen”, que es el organismo oficial que según el artículo 10 del reglamento (CEE 2081/92) acreditado para certificar que una sidra cumpla los requisitos establecidos en su reglamento para ser “Sidra de Asturias”.
En la actualidad (2018) cuenta con 31 lagares, 322 cosecheros y 843 hectáreas registradas y auditadas.

## Sensibilidades
Sensibilidad a hongos:
- Oidio: media a baja
- Momificado: baja
- Moteado: elevada
- Chancro del manzano: muy baja.[11][7][10]